# Georg Schnéevoigt
Georg Lennart Schnéevoigt (Vyborg, 8 novembre 1872 – Malmö, 28 novembre 1947) è stato un direttore d'orchestra e violoncellista finlandese; Vyborg, all'epoca nel Granducato di Finlandia, si trova ora in Russia.

## Biografia
Schnéevoigt iniziò la sua carriera come violoncellista esibendosi in tutta Europa negli anni 1890. Fu violoncellista principale della Orchestra Filarmonica di Helsinki dal 1896 al 1902. Successivamente diresse numerose orchestre tra cui la Kaim Orchestra (ora Münchner Philharmoniker), la Riga Philharmonic Orchestra da lui fondata, la Oslo Philharmonic (1919-1921), la Stockholm Concert Society (in seguito l'Orchestra Filarmonica Reale di Stoccolma), la Sydney Symphony e la Los Angeles Philharmonic. Dal 1930, fino alla sua morte nel 1947, Schnéevoigt fu direttore principale dell'Orchestra Sinfonica di Malmö.
Schnéevoigt morì a Malmö, in Svezia nel 1947 all'età di 75 anni.

## L'amicizia con Sibelius
Schnéevoigt era un caro amico del compositore Jean Sibelius e spesso eseguiva la sua musica orchestrale. Diresse l'anteprima finlandese di Luonnotar nel gennaio del 1914. Scoprì i manoscritti dei poemi sinfonici di Sibelius "Lemminkäinen and the Maidens" e "Lemminkäinen in Tuonela" (dalla Lemminkäinen Suite), che si ritenevano perduti, e diede le loro prime esecuzioni fin dal 1894. Ha anche realizzato la prima registrazione della Sinfonia n. 6.

## Reputazione
In Europa il giovane Schneevoigt era considerato come minimo un genio. Ma dalle descrizioni della Filarmonica di Los Angeles, lo stile di Schnéevoigt nella direzione era definito come "flaccido", "pignolo", "flemmatico" e "arrancante", con "poco o nessun senso della direzione per quanto riguardava la disciplina". Ciò nonostante, la sua passione per la musica di Sibelius era tale che piangeva quando dirigeva le sue opere.
Vesa Sirén ha sottolineato che i resoconti della Filarmonica di Los Angeles non sono conformi alla critica contemporanea sulla direzione di Schnéevoigt. Sirén afferma che le critiche pubblicate sui giornali di Los Angeles nel periodo 1927-1929 furono principalmente positive e soprattutto le interpretazioni di Mahler di Schnéevoigt furono applaudite. Un motivo per l'apparente perdita di reputazione di Schnéevoigt, secondo Sirén, potrebbe essere il fatto che gli succedettero due direttori leggendari, Artur Rodziński e Otto Klemperer e quindi i suoi successi furono dimenticati.

## Incarichi
| Predecessore Direttore capo dell' Orchestra Filarmonica Reale di Stoccolma Successore nessuno 1915–1924 Václav Talich Predecessore Direttore capo dell' Opera Nazionale Lettone Successore Emil Cooper 1929–1931 Leo Blech Predecessore Direttore capo dell' Orchestra Sinfonica di Malmö Successore Walther Meyer-Radon 1930–1947 Sten-Åke Axelson Predecessore Direttore capo dell' Orchestra Filarmonica di Helsinki Successore Robert Kajanus 1932–1940 Armas Järnefelt |                                                              |                  |
| Predecessore | Direttore capo dell'Orchestra Filarmonica Reale di Stoccolma | Successore       |
| nessuno | 1915–1924                                                    | Václav Talich    |
| Predecessore | Direttore capo dell'Opera Nazionale Lettone                  | Successore       |
| Emil Cooper | 1929–1931                                                    | Leo Blech        |
| Predecessore | Direttore capo dell'Orchestra Sinfonica di Malmö             | Successore       |
| Walther Meyer-Radon | 1930–1947                                                    | Sten-Åke Axelson |
| Predecessore | Direttore capo dell'Orchestra Filarmonica di Helsinki        | Successore       |
| Robert Kajanus | 1932–1940                                                    | Armas Järnefelt  |